# Willard Waterman
Willard Lewis Waterman (Madison, 29 agosto 1914 – Burlingame, 2 febbraio 1995) è stato un attore statunitense.

## Biografia
Recitò in vari radiodrammi di successo durante gli anni 1940 e in oltre 30 film dal 1949 al 1973. Apparve in 44 serie televisive dal 1955 al 1966. Fu protagonista della serie televisiva The Great Gildersleeve in cui interpretò Throckmorton P. "Gildy" Gildersleeve.

## Filmografia

### Cinema
- So You Want to Be a Muscle Man (1949)
- Flaming Fury (1949)
- So You're Having In-Law Trouble (1949)
- Flame of Youth, regia di R.G. Springsteen (1949)
- Quella meravigliosa invenzione (Free for All), regia di Charles Barton (1949)
- So You Want to Throw a Party (1950)
- Non voglio perderti (No Man of Her Own) (1950)
- I milionari a New York (Ma and Pa Kettle Go to Town) (1950)
- La gioia della vita (Riding High) (1950)
- So You Think You're Not Guilty (1950)
- Amo Luisa disperatamente (Louisa) (1950)
- Linciaggio (The Lawless) (1950)
- Il padre della sposa (Father of the Bride) (1950)
- La strada del mistero (Mystery Street) (1950)
- So You Want a Raise (1950)
- Hit Parade of 1951 (1950)
- Tre segreti (Three Secrets) (1950)
- Mrs. O'Malley and Mr. Malone (1950)
- Prego sorrida! (Watch the Birdie) (1950)
- La quattordicesima ora (Fourteen Hours) (1951)
- Francis alle corse (Francis Goes to the Races) (1951)
- La mia donna è un angelo (Darling, How Could You!), regia di Mitchell Leisen (1951)
- Il gatto milionario (Rhubarb) (1951)
- Sunny Side of the Street (1951)
- Il capitalista (Has Anybody Seen My Gal) (1952)
- It Happens Every Thursday (1953)
- Eroe a metà (Half a Hero) (1953)
- Tre soldi nella fontana (Three Coins in the Fountain) (1954)
- Mia moglie preferisce suo marito (Three for the Show) (1955)
- Scandalo al collegio (How to Be Very, Very Popular) (1955)
- Hollywood o morte! (Hollywood or Bust) (1956)
- La signora mia zia (Auntie Mame) (1958)
- L'appartamento (The Apartment) (1960)
- Anime sporche (Walk on the Wild Side) (1962)
- Get Yourself a College Girl (1964)
- Hail, regia di Fred Levinson (1972)

### Televisione
- The Great Gildersleeve – serie TV, 39 episodi (1955)
- The Adventures of Jim Bowie – serie TV, un episodio (1956)
- Corky, il ragazzo del circo (Circus Boy) – serie TV, episodio 2x06 (1957)
- December Bride – serie TV, un episodio (1958)
- Date with the Angels – serie TV, un episodio (1958)
- The Eve Arden Show – serie TV, 4 episodi (1957-1958)
- Casey Jones – serie TV, un episodio (1958)
- Le avventure di Rin Tin Tin (The Adventures of Rin Tin Tin) – serie TV, un episodio (1959)
- Indirizzo permanente (77 Sunset Strip) – serie TV, episodio 1x24 (1959)
- The Real McCoys – serie TV, 5 episodi (1957-1959)
- How to Marry a Millionaire – serie TV, un episodio (1959)
- Disneyland – serie TV, un episodio (1959)
- Lawman – serie TV, un episodio (1959)
- Bat Masterson – serie TV, 3 episodi (1959-1960)
- Markham – serie TV, un episodio (1960)
- General Electric Theater – serie TV, 2 episodi (1958-1960)
- Avventure lungo il fiume (Riverboat) – serie TV, un episodio (1960)
- Le grandi fiabe (Shirley Temple's Storybook) – serie TV, episodio 2x15 (1961)
- One Happy Family – serie TV, 2 episodi (1961)
- Pete and Gladys – serie TV, episodi 1x26-1x28 (1961)
- Bonanza - serie TV, episodio 2x29 (1961)
- Laramie – serie TV, un episodio (1961)
- Guestward Ho! – serie TV, un episodio (1961)
- Cheyenne – serie TV, un episodio (1961)
- Frontier Circus – serie TV, un episodio (1962)
- The Joey Bishop Show – serie TV, un episodio (1962)
- Maverick – serie TV, 2 episodi (1961-1962)
- Carovane verso il west (Wagon Train) – serie TV, 4 episodi (1961-1962)
- Mister Ed, il mulo parlante (Mister Ed) – serie TV, 2 episodi (1962-1963)
- Dennis the Menace – serie TV, 14 episodi (1959-1963)
- The Many Loves of Dobie Gillis – serie TV, un episodio (1963)
- Vacation Playhouse – serie TV, episodio 1x07 (1963)
- Il mio amico marziano (My Favorite Martian) – serie TV, un episodio (1963)
- The Red Skelton Show – serie TV, un episodio (1964)
- Mickey – serie TV, un episodio (1964)
- Polvere di stelle (Bob Hope Presents the Chrysler Theatre) – serie TV, un episodio (1964)
- The Dick Van Dyke Show – serie TV, un episodio (1964)
- The Bing Crosby Show – serie TV, un episodio (1965)
- Camp Runamuck – serie TV, un episodio (1965)
- The Smothers Brothers Show – serie TV, un episodio (1965)
- The Lucy Show – serie TV, 2 episodi (1964-1966)
- I forti di Forte Coraggio (F Troop) – serie TV, un episodio (1966)
- Thompson's Ghost – film TV (1966)
- Summer Fun – serie TV, un episodio (1966)